# Swissair
Swissair (officieel: Swissair Schweizerische Luftverkehr AG, Callsign Swissair) was van 1931 tot de liquidatie (eind 2001) de nationale luchtvaartmaatschappij van Zwitserland. Na het faillissement van de maatschappij werd de dochtermaatschappij Crossair uitgebouwd tot de nieuwe maatschappij Swiss. Swiss nam gedeeltelijk de luchtvloot en het routenetwerk van Swissair over.

## Geschiedenis
Op 26 maart 1931 ontstond Swissair door de fusie van de luchtvaartmaatschappijen Balair en Ad Astra Aero. Echter in 1939 werd het bedrijf door de situatie gedwongen de bedrijfsvoering te staken, de Tweede Wereldoorlog was uitgebroken.
Vanaf februari 1947 kon Swissair het vliegbedrijf weer opnemen. Vanaf deze tijd nam de Zwitserse overheid een aandeel van 30,6% in Swissair. Met dit aandeel kon de luchtvaartmaatschappij nieuwe toestellen kopen.
In 1958 sloot de luchtvaartmaatschappij een samenwerkingsverband met de Scandinavische luchtvaartmaatschappij SAS.
De maatschappij nam pas in 1983 afscheid van het vliegen in één klasse met de introductie van de Businessclass.
Op 16 maart 1989 breidde Swissair de samenwerking met andere luchtvaartmaatschappijen uit door samen gaan te werken met het Amerikaanse Delta Air Lines en het uit Singapore stammende Singapore Airlines, de samenwerking met SAS werd vernieuwd.
In 1993 wilde Swissair fuseren met Austrian Airlines, KLM en Scandinavian Airlines System tot Alcazar (een acroniem dat staat voor Alone Carriers Zigzag At Random). Dit project faalde echter door weerstand uit Zwitserland.
Op 4 mei 1995 nam Swissair een belang van 49,5% in het Belgische Sabena en kocht zich in de daaropvolgende jaren in bij meerdere Europese luchtvaartmaatschappijen, om goede overlevingskansen te hebben in de geliberaliseerde Europese luchtverkeersmarkt, de zogenaamde Hunter-strategie.
Een grote verandering vond plaats in 1997 toen uit Swissair het concern SAirGroup opgericht werd. Het tot dan toe onafhankelijke Swissair werd hiervan een dochtermaatschappij.
Begin 2001 moest de SAirGroep de Hunter-strategie opgeven. Het concern was niet meer in staat om de kosten hiervan te dragen. In oktober 2001 werd Swissair gedwongen de gezamenlijke luchtvloot wegens een gebrek aan liquiditeit vanaf 2 oktober aan de grond te houden en een onderzoek naar de handel en wandel van het bedrijf te ondergaan. Om snel een oplossing te bieden werd de luchtvaartmaatschappij Swiss opgericht. Sindsdien bevindt Swissair zich in liquidatie.

## Ongevallen
Op 2 september 1998, tijdens een reguliere vlucht van New York naar Genève, stortte vlucht SR111 neer in de Atlantische Oceaan voor de kust van Halifax (Canada). Bij de crash kwamen 229 mensen om het leven. Eerder, op 4 september 1963, stortte een toestel neer in Dürrenäsch in kanton Aargau met 80 doden, onder wie de burgemeester en vele gemeenteraadsleden van het Zwitserse dorpje Humlikon bij Schaffhausen.